# Дэвис, Марк (снукерист)

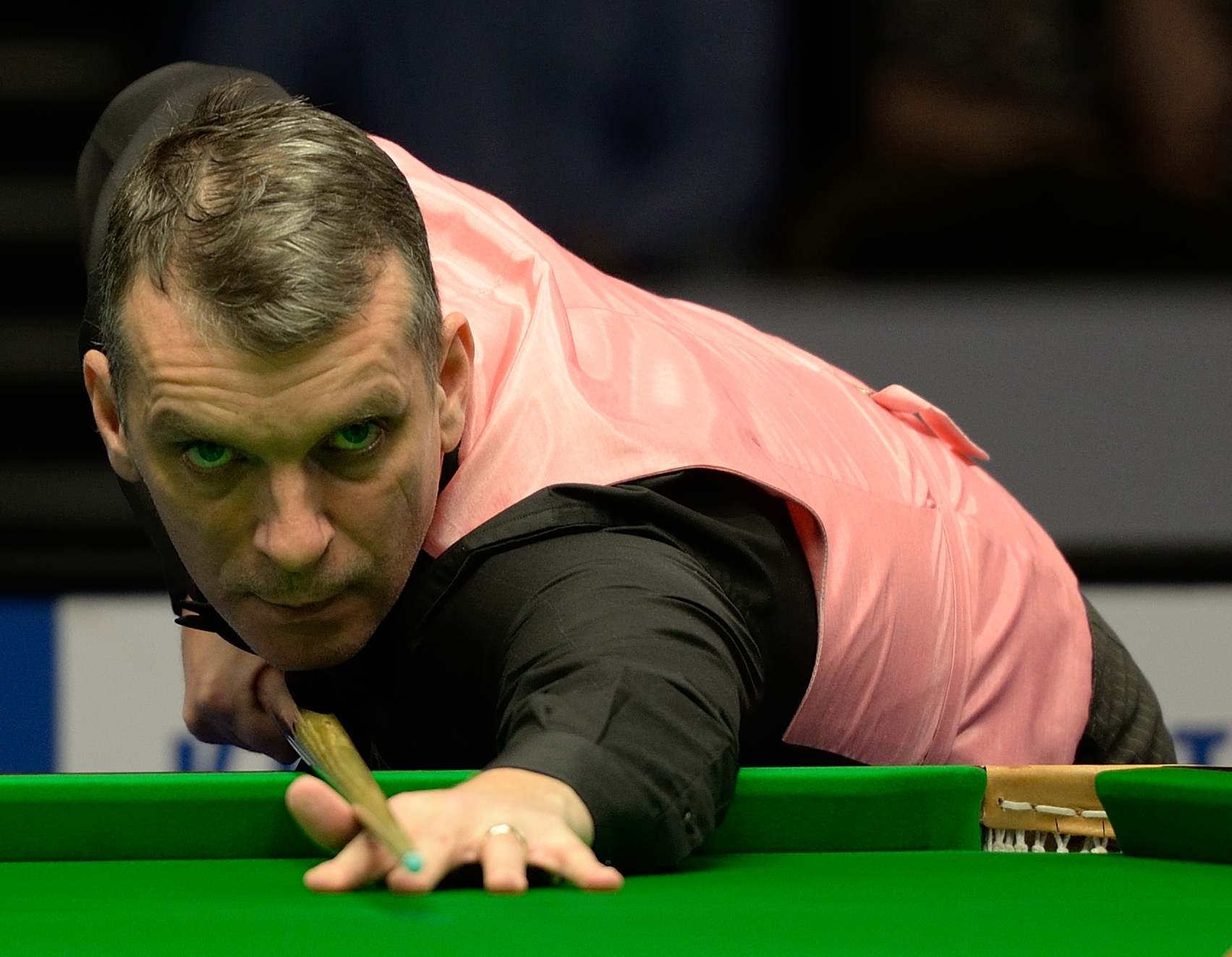
Марк Дэвис, 2015 год

Марк Дэ́вис (англ. Mark Davis; род. 12 августа 1972, Сент-Леонардс, графство Суссекс, Англия) — английский профессиональный игрок в снукер. Полуфиналист чемпионата Великобритании 2012 года и ещё трёх рейтинговых турниров, финалист низкорейтингового Пол Хантер Классик 2011 года. Бывший 12-й номер мирового рейтинга (2013/2014), с сезона 2010/2011 неизменно входит в топ-32. В январе 2017 году выполнил свой первый максимальный брейк на турнире Chempionship League в возрасте 44 лет и повторил это достижение в марте в рамках того же соревнования, став самым возрастным снукеристом, исполнивший максимум на профессиональных соревнованиях, и первым снукеристом, исполнивший два максимальные брейка на одном турнире.
Начал профессиональную карьеру в 1991 году в возрасте 19 лет, а в 1992 году дебютировал в основной стадии рейтингового турнира и дошел до 1/16 финала чемпионата Великобритании. В 1994 году впервые попал в основную стадию чемпионата мира, а в 1995 году дошёл до 1/8 финала крупнейшего снукерного соревнования, что по сей день является его лучшим результатом на нём, и впервые вошел в топ-64 рейтинга. В 1996 году впервые дошёл до четвертьфинала рейтингового турнира на открытом чемпионате Германии, после чего был на грани вылета из мэйн-тура в начале 2000-х, но в 2001 году дошёл до второго рейтингового четвертьфинала на открытом чемпионате Шотландии, а в 2002 году вернулся в топ-42 рейтинга, а также победил на Benson & Henges Championship, что позволило ему попасть на Мастерс, совершив дебют на крупнейшем пригласительном соревновании по снукеру. В 2010 году (уже в возрасте 37 лет) во второй раз дошел до 1/8 финала чемпионата мира, а также впервые вошёл в топ-32 мирового рейтинга и дошёл до третьего рейтингового четвертьфинала на Шанхай Мастерс, а в сезоне 2012/2013 трижды доходил до полуфиналов рейтинговых соревнований на Wuxy Classic (первый рейтинговый полуфинал в карьере), открытом чемпионате Австралии и чемпионате Великобритании, а также впервые вошёл в топ-16 мирового рейтинга и в третий раз (последний) дошёл до 1/8 финала на чемпионате мира. В сезоне 2013/2014 трижды доходил до четвертьфиналов на турнирах рейтингового уровня и поднялся на высшую для себя 12-ю позицию в мировом рейтинге, а в следующем сезоне четыре раза играл в четвертьфиналах рейтинговых соревнований, включая четвёртый в карьере полуфинал на открытом чемпионате Австралии.
В общей сложности занимал 12-ю строчку в мировом рейтинге около двух месяцев. Помимо победы на Benson & Hedges Championship, ещё несколько раз побеждал на нерейтинговых и отдельных турнирах. Кроме того, является трёхкратным чемпионом мира по снукеру при 6 красных шарах (2009, 2012 и 2013), а в 2016 году победил на чемпионате мира среди ветеранов. За свою профессиональную карьеру оформил более 150 сенчури-брейков и входит в топ-30 снукеристов с наибольшим количеством сотенных серий в истории снукера, а также заработал более миллиона фунтов стерлингов призовых денег, входя в топ-40 снукеристов в истории по их количеству .

## Карьера
Дэвис был близок к потере профессионального статуса в конце 1990-х годов, но в начале 2000-х вернулся в топ-48. Основным источником очков для этого стало достижение четвертьфинала шотландского турнира 2001 года. Это был его второй четвертьфинал в карьере. Успехом было и попадание на чемпионат мира 2008 после двух плохих сезонов, после которых Марк занимал 58 место в рейтинге. Он сильно начал сезон 2008/2009, квалифицировавшись на турнире в Северной Ирландии и победив местного фаворита Джо Свэйла со счётом 5:4 в первом раунде и Дина Цзюньхуэя 5:4 во втором. Это была одна из лучших побед в его карьере. В следующем раунде он был побеждён Али Картером 5:2. Он продолжил подъём, пройдя на чемпионаты Бахрейна и Великобритании, однако был вынужден уйти в начале своего матча против Джо Пэрри на втором по важности рейтинговом поединке из-за расстройства желудка. Он превысил свой общий рейтинг сезона 2007/2008 после только пяти из восьми турниров сезона 2008/2009.
В 2009 году Дэвич выиграл Чемпионат мира по снукеру при 6 красных шарах. В 2010 году Дэвид достиг второго раунда чемпионата мира в первый раз за 15 лет, победив шестого сеяного Райана Дэя. Дэвис сделал 100-й сэнчури-брейк в своей карьере в сентябре 2010 года, став тридцать пятым игроком, имеющим такое достижение. Выполнил свою лучшую серию в 143 на China Open 29 марта 2010 года. Эта серия стала его 93-й в карьере, в уайлд-кард раунд матче против Тяня Пэнфэя. После отличного сезона 2009/2010 он впервые достиг топ-32, заняв 26-е место. Он также квалифицировался на Шанхай Мастерс 2010, где достиг четвертьфинала, победив Марко Фу и Стивена Магуайра. В четвертьфинале он вёл в матче 4:1 против Джейми Бёрнетта, но уступил 5:4. Тем не менее, его сильные выступления продолжались и подняли его на 18-е место рейтинга.

### Сезон 2011/2012
Дэвис квалифицировался на все, кроме двух, рейтинговые турниры в сезоне 2011/2012. Он мог пройти первый раунд Australian Goldfields Open, где уступил 3:5 Марку Селсби в 1/8. Дэвид сыграл во всех 12 низкорейтинговых турнирах Players Tour Championship в течение сезона, вышел в финал 4 этапа, где проиграл Селби 0:4. Этот результат значительно поспособствовал занятию Дэвисом 16 место во внутреннем рейтинге PTC, куда попадают лучшие 24 игрока. В финальном турнире он победил Тома Форда в 1/16 и проиграл Стивену Магуайру в 1/8. Сезон для Дэвиса закончился разгромным поражением 2:10 на чемпионате мира от Алистера Картера. Такой результат был вызван плохим самочувствием Марка. Он закончил сезон на 19 месте в мировом рейтинге и не смог подняться в топ-16.

### Сезон 2012/2013
Дэвис начал сезон 2012/2013 весьма успешно, достигнув первого рейтингового полуфинала за свою 21-летнюю профессиональную карьеру на Wuxi Clasic. Путь до полуфинала включал в себя победы над местным фаворитом Дином Цзюньхуэем, Джейми Бёрнеттом и Грэмом Доттом. Следующим соперником Марка стал Стюарт Бинэм, победивший на Asian Players Tour Championship. Он уступал 0:4, но выиграл 5 фреймов (партий) подряд в матче до 6 побед. Тем не менее, Бинэм сначала выровнял счёт, а затем исполнил брейк в 134 очка, чем лишил Дэвиса надежды выйти в первый рейтинговый финал. На чемпионате мира по снукеру при 6 красных шарах он выиграл титул, победив Шона Мёрфи в финале со счётом 8:4. Чек победителя на сумму 40,000 £ является самым большим в его карьере. На Australian Goldfields Open Дэвис победил Джека Лисовски (5:2), местного фаворита Нила Робертсона (5:1) и Мартина Гоулда (5:2), чтобы достичь своего второго рейтингового полуфинала. Там он играл с близкими другоми Барри Хокинсом и был побеждён со счётом 4:6.
На чемпионате Великобритании он победил Цао Юйпэна 6:1 в первом раунде и вёл в матче с трёхкратным чемпионом Джоном Хиггинсом 5:2 во втором раунде, Джон совершил камбэк, который включал максимальный брейк, но проиграл решающую партию. Дэвис победил Мэттью Стивенса 6:4 в четвертьфинале, однако его отсутствие опыта игры на больших сценах проявилось в полуфинале против Марка Селби, так как он проиграл 4:9. Дэвис квалифицировался на Мастерс благодаря своей форме, которая позволила ему удержать место в топ-16. На своём первом появлении на турнире за 13 лет он столкнулся с девятым номером рейтинга Марком Алленом в первом раунде и проиграл 2:6. Началась потеря формы Дэвисом. Она проявилась в проигрыше в отборочном раунде Welsh Open, в первых раундах World Open и финала Players Tour Championship и во втором раунде China Open. Тем не менее, он по-прежнему занимал 16 место в мире, но был вынужден проходить квалификацию на чемпионат мира в связи с тем, что мировой номер 28 и действующий чемпион Ронни О'Салливан решил защищать свой титул после перерыва на год в выступлениях. Поэтому О'Салливан был посеян под номером один, это означало, что Дэвис выбыл из топ-16, которым были гарантированы места на соревновании. Дэвид победил Ляна Вэньбо в квалификации со счётом 10:6. Он встречался в первом раунде с четырёхкратным чемпионом Джоном Хиггинсом и получил лучшую победу в своей карьере, выиграв 10:6 и выйдя в 1/8 на Стюарта Бинэма. Матч оказался очень равным, но после счёта 10:10 Бинэм выиграл 3 фреймы (партии) подряд и вышел в 1/4. Тем не менее, он первый раз закончил сезон в топ-16, заняв 13 место.

### Сезон 2013/2014
Дэвид достиг четвертьфинала Australian Goldfields Open, где проиграл 5:3 Марку Селби. На чемпионате мира по снукеру при 6 красных шарах он защитил свой титул, победив Нила Робертсона 8:4 в финале. Уже через неделю он выиграл свой следующий турнир, General Cup в Гонконге, снова победив Робертсона в финале, на этот раз со счётом 7:2. Второй четвертьфинал рейтингового турнира в году пришёлся на Шанхай Мастерс с уверенными победами 5:2 и 5:1 над Алистером Картером и Джоном Хиггинсом. Тем не менее он не смог сохранить преимущества и проиграл Сяо Годуну 5:4. На Мастерс он перевёл матч первого раунда против Марка Селби в решающий фрейм (партию), проигрывая 4:0, но проиграл заключительную 55-минутную партию и был побеждён 6:5. В четвертьфинале German Masters Дэвис проиграл в очень равном матче Роду Лоулеру 5:4. Дэвис впервые в своей карьере автоматически квалифицировался на чемпионат мира и сказал перед соревнованием, что его минимальная цель состояла в том, чтобы дойти до четвертьфинала, но он был побеждён в первом же раунде Домиником Дэйлом 10:5. Дэвис удержался в топ-16, заняв по итогам сезона 16 место.

### Сезон 2014/2015
Дэвис начал свой сезон на Australian Goldfields Open. Заметным был четвертьфинальный матч против Стюарта Бинэма, в котором были десять серий выше 50 очков в девяти фреймах, Дэвис победил 5:4. Четвёртый рейтинговый полуфинал он проиграл со счетом 6:2 фавориту местной публикики Нилу Робертсону. Второй рейтинговый четвертьфинал года пришёлся на чемпионат Великобритании, где потерпел поражение 6:1 от Джадда Трампа. Марк держал уровень, выйдя в полуфинал открытого чемпионата Лиссабона, где был разгромлен Стивеном Магуайром со счётом 4:0. Дэвис вышел в финал нерейтингового турнира Championship League, где был побеждён Стюартом Бинэмом 3:2.
Марк Дэвис продолжал последовательно выступать, разгромив Джона Хиггинса со счётом 4:0 в Открытом чемпионате Индии  . Джон за весь матч набрал лишь 38 очков. В четвертьфинале тринадцатый номер рейтинга проиграл Тепчайю Ун-Нуху 4:2. Дэвис в четвертый (рекордный для себя) раз вышел в четвертьфинал рейтингового турнира за сезон, PTC Grand Final, победив в 1/8 Нила Робертсона 4:1. Но он не смог пробиться в полуфинал, проиграв Стюарту Бинэму 4:1. На чемпионате мира Дэвис вёл 4:0 в матче с Дином Цзюньхуэем и выиграл первую сессию 5:3. Тем не менее, он проиграл со счётом 10:7. По итогам сезона Марк Дэвис занял 19 место.

### Сезон 2015/2016
Первый четвертьфинал Дэвиса в сезоне 2015/2016 пришёлся на Шанхай Мастерс, благодаря победам 5:1 и 5:3 над Майклом Уайтом и Шоном Мёрфи, но дальше Марк не смог продвинуться из-за поражения 5:1 от Марка Аллена. Он проиграл в чемпионате Великобритании 6:4 Стивену Магуайру. Дэвис выиграл чемпионат Чемпионат мира по снукеру среди ветеранов, свой первый телевизионный титул в Великобритании, победив Даррена Моргана в финале. Кроме Шанхай Мастерс, Марк нигде не доходил даже до четвертьфинала рейтингового турнира, поэтому сезон можно считать неудачным. Впервые с 2011 года не сумев пробиться в основную стадию чемпионата мира (поражение 5:10 от Чжана Аньда), Дэвис занял 26 место в мэйн-туре.

## Личная жизнь
В 2000 году Марк Дэвис находился под угрозой вылета из мэйн-тура, поэтому он прошёл курс бухгалтерского учета. В 2010 году Дэвис женился. Он и его жена Клэр имеют двух детей: сына Джека и дочь Милли. Кроме снукера, Марку нравятся фильмы жанра вестерн.

## Выступления на профессиональных снукерных турнирах
им его результатом на рейтинговом турнире до сих пор остаётся выход в 1/4 Scottish Open 2001.
В 2002 Марк Дэвис выиграл нерейтинговый турнир Benson & Hedges Championship, давший ему уайлд-кард на Мастерс.
В 2009 Дэвис стал победителем первого чемпионата мира по снукеру при 6 красных шарах. В финале он переиграл Марка Уильямса со счётом 6:3. В 2010 году на турнире Paul Hunter Classic 2010 Марк сделал свой 100-й сенчури-брейк.
У Марка есть брат, которого назвали Стивом в честь многократного чемпиона и однофамильца — Стива Дэвиса.

## Победы на турнирах
- Benson & Hedges Championship — 2002
- Чемпионат мира по снукеру при 6 красных шарах — 2009

## Места в мировой табели о рангах
| Сезон            | 1991/ 92 | 1992/ 93 | 1993/ 94 | 1994/ 95 | 1995/ 96 | 1996/ 97 | 1997/ 98 | 1998/ 99 | 1999/ 00 | 2000/ 01 | 2001/ 02 | 2002/ 03 | 2003/ 04 | 2004/ 05 | 2005/ 06 | 2006/ 07 | 2007/ 08 | 2008/ 09 | 2009/ 10 | 2010/ 11 | 2011/ 12 | 2012/ 13 | 2013/ 14 | 2014/ 15 | 2015/ 16 | 2016/ 17 | 2017/ 18 |
| ---------------- | -------- | -------- | -------- | -------- | -------- | -------- | -------- | -------- | -------- | -------- | -------- | -------- | -------- | -------- | -------- | -------- | -------- | -------- | -------- | -------- | -------- | -------- | -------- | -------- | -------- | -------- | -------- |
| Место в рейтинге | new      | 119      | 91       | 65       | 59       | 55       | 47       | 56       | 78       | 77       | 60       | 37       | 35       | 40       | 42       | 37       | 43       | 58       | 47       | 26       | 19       | 19       | 13       | 16       | 19       | 26       | 37       |

## Максимальные брейки
| No | Год  | Турнир              | Соперник      |
| -- | ---- | ------------------- | ------------- |
| 1  | 2017 | Championship League | Нил Робертсон |
| 2  | 2017 | Championship League | Джон Хиггинс  |